# Stony River (Kuskokwim River)
Der Stony River ist ein 306 Kilometer langer linker Nebenfluss des Kuskokwim Rivers im südwestlichen Interior des US-Bundesstaats Alaska.

## Geographie

### Verlauf
Der Stony-Gletscher, an der Südostflanke des Mount Mausolus in der westlichen Alaskakette gelegen, bildet die Quelle des Stony Rivers. Dieser fließt zunächst südwärts, biegt im Norden des Lake-Clark-Nationalparks nach Nordwesten ab und mündet gegenüber der Siedlung Stony River, 30 Kilometer östlich von Sleetmute, in den Kuskokwim River. Etwa 100 Kilometer oberhalb der Mündung befindet sich die Ortschaft Lime Village am linken Flussufer.

### Nebenflüsse
Größere Nebenflüsse sind Necons River von links sowie Little Underhill Creek von rechts.

## Name
Der beschreibende Name (stony englisch für „steinig“) stammt vermutlich von Prospektoren und wurde 1908 von A. G. Maddren vom United States Geological Survey dokumentiert. Lawrenti Alexejewitsch Sagoskin von der kaiserlich russischen Marine hatte auf seiner Alaska-Expedition in den Jahren 1842/44 als Bezeichnung der Eskimos für den Fluss „R(eka) Tkhalkhuk“ notiert. Die Ureinwohner Alaskas verwendeten, auch laut Sagoskin, den Namen „Mantashtano“.